# Сулимович, Юзеф
Ю́зеф Сулимо́вич (до 1939 — Шулимо́вич; Иосиф Львович Сулимович; пол. Józef Sulimowicz; 25 декабря 1913, Галич, Цислейтания — 5 марта 1973, Варшава) — польский военный и тюрколог караимского происхождения, полковник Вооруженных сил Польской Народной Республики, многолетний директор Центральной военной библиотеки (1960—1972). Отец тюрколога Анны-Акбике Сулимович.

## Биография
Родился 25 декабря 1913 года в Галиче в караимской семье третьим из пяти детей машиниста железной дороги Леона и Хелены (урожд. Ицкович) Шулимовичей.
Учился в галичской 7-классной школе, затем с 1924 года во Второй государственной гимназии в Станиславове. В 1933 году поступил в Институт востоковедения гуманитарного факультета Варшавского университета. Учился у профессора Анания Зайончковского, посещал занятия в Школе востоковедения Восточного института, возглавляемой Зайончковским, участвовал в деятельности Восточного кружка молодежи. В 1930-х годах опубликовал в журнале «Myśl Karaimska» несколько коротких заметок о текущей жизни галичских караимов. В 1936 году как стипендиат посетил Турцию, где закрепил свои знания турецкого языка. Также посетил татарскую общину Добруджи, завёл тесные контакты с татарскими эмигрантами Абдуллой Зихни Сойсалом и Джафером Сейдаметом. В 1939 году успешно сдал экзамены, работал над дипломным проектом о крымско-караимском переводе Библии 1841 года издания, который должен был защитить осенью, готовился к работе в строящемся Тракайском караимском музее. Однако начало войны перечеркнуло все эти планы и не позволило завершить учёбу. Летом 1940 года устроился экономистом в районную инспекцию ЦСУ в Жовтене (Езуполе). 24 июня 1941 года мобилизован галичским военкоматом в Красную армию. В 1942—1943 году служил на строительстве железной дороги в Сталинграде. В 1944 году вступил в 1-ю армию Войска Польского, с которой и прошёл боевой путь до Эльбы в составе 4-й пехотной дивизии имени Яна Килинского, участвуя, в частности, в боях за прорыв Померанского вала и за Колобжег. В 1946 году награждён Крестом Храбрых. После войны оставался на действующей службе, дослужился до звания полковника. Занимал должность директора Дома польской армии, а затем, с октября 1960 по май 1972 года, директора Центральной военной библиотеки в Варшаве.
В 1969 году возобновил обучение в Институте востоковедения Варшавского университета и получил степень магистра по тюркологии на основе работы под названием «Лексический материал крымско-караимского языкового памятника (напечатанного в 1734 году)». Также написал статью «Мистар и галицко-караимские суралар», посвящённую специфическому устройству, используемому караимскими переписчиками из Галича для запечатления линий на листах бумаги. Принимал активное участие в общественной жизни караимов в послевоенной Польше, участвуя в работе над подготовкой Устава Караимского религиозного объединения в Польской Народной Республике. Коллекционировал караимские рукописи.
Умер 5 марта 1973 года в Варшаве. Похоронен на воинском кладбище в Повонзках.

## Награды
- Крест Храбрых (1946)
- Серебряный Крест Заслуги (1947)[6]